# Citosol

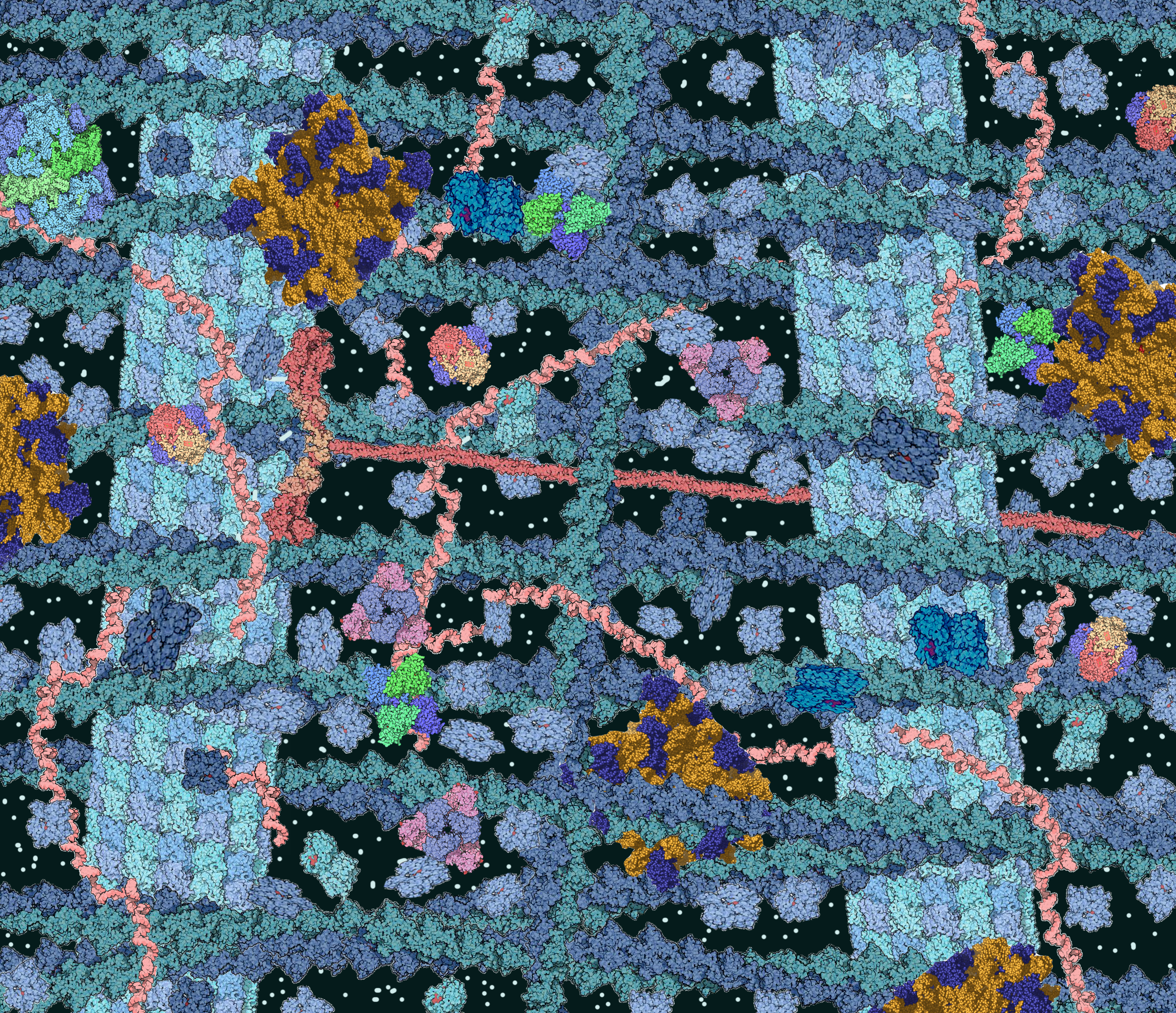
O citosol é uma solução saturada de diferentes tipos de moléculas, que ocupa a maior parte do volume das células.

O citosol, citossol, hialoplasma, citoplasma fundamental ou matriz citoplasmática, é o líquido que preenche o interior do citoplasma, espaço entre a membrana plasmática e outras partes da célula como a matriz mitocondrial do interior da mitocondria. Nos procariotas, a maioria das reações químicas do metabolismo têm lugar no citosol, e apenas algumas dão-se em membranas ou no espaço periplasmático. Nas eucariotas, embora muitas das vias metabólicas se desenvolvam no citosol, outras ocorrem dentro dos organelos.
O citosol é uma complexa mistura de substâncias dissolvidas em água. Embora a água componha grande parte do citosol, a sua estrutura e propriedades na célula não foram ainda totalmente assimiladas. As concentrações de íons como sódio e potássio do citosol diferem das do líquido extracelular; estas diferenças na concentração de íons são importantes em processos como a osmorregulação e a comunicação celular. O citosol também contém grandes quantidades de macromoléculas, as quais podem alterar o comportamento molecular, a partir da sua elevada concentração.
Apesar de no princípio se pensar que o citosol era uma simples solução de moléculas, existem múltiplos níveis de organização no citosol. Estes incluem gradientes de concentração de pequenas moléculas ou íons, tais como o cálcio, grandes complexos enzimáticos os quais em conjunto dão origem às reações das vias metabólicas, e complexos proteícos como os proteassomas e carboxissomas que delimitam e separam as partes do citosol.

## Definição
O termo citosol foi introduzido pela primeira vez em 1965 por H.A. Lardy e, inicialmente, fazia referência ao líquido produzido pelo rompimento das células e granulação de todos os componentes insolúveis por ultracentrifugação. Este extracto celular solúvel não se assemelha à porção solúvel do citoplasma celular e é geralmente denominado de fracção citoplasmática. O termo citosol é actualmente utilizado em referência à fase líquida do citoplasma numa célula intacta, isto exclui qualquer parte do citoplasma contida dentro dos organelos. Devido à possível confusão entre o uso do termo "citosol" para se referir tanto a extractos celulares como à porção solúvel do citoplasma em células intactas, o termo "citoplasma aquoso" começou a ser utilizado para descrever o conteúdo líquido do citoplasma nas células vivas.
Anteriormente, utilizavam-se outros termos para se referir ao fluído intracelular, nem sempre como sinónimos de citosol (ver, por exemplo, protoplasma). Um termo quase sinónimo muito utilizado é hialoplasma.

## Propriedades e composição
A proporção do volume celular ocupada pelo citosol varia: por exemplo, enquanto que esta porção constitui a maior parte da estrutura celular duma bactéria, nas células vegetais o principal compartimento da célula é o grande vacúolo central. O citosol é composto essencialmente por água, iões dissolvidos, pequenas moléculas e grandes moléculas hidrossolúveis (como as proteínas). A maioria destas moléculas não proteicas possuem uma massa molecular menor que 300 Da. esta mistura de pequenas moléculas é extraordinariamente complexa, uma vez que a variedade de moléculas compreendidas no metabolismo (os metabólitos) é imensa. Por exemplo, as plantas podem produzir mais de 200 000 pequenas moléculas diferentes, embora nem todas estejam presentes numa mesma espécie ou numa determinada célula. Estima-se que o número de metabólitos em células de organismos unicelulares como a bactéria Escherichia coli e a levedura Saccharomyces cerevisiae sejam menos de mil.

### Água
A maior parte do citosol é água, substância esta que representa cerca de 70% do volume total de uma célula comum. O pH do líquido extracelular é 7,4. entanto que o pH citosólico humano varia entre 7,0 e 7,4, e é normalmente superior se a célula se encontra em desenvolvimento. A viscosidade do citoplasma é semelhante à da água pura, embora a difusão de pequenas moléculas através deste líquido seja cerca de quatro vezes mais lenta do que na água pura, essencialmente devido a colisões com um grande número de macromoléculas existentes no citosol. Estudos feitos em crustáceos Artémia demonstraram como a água afecta as funções celulares; observou-se que uma redução de 20% da quantidade de água dentro da célula inibe o metabolismo, uma vez que a atividade metabólica decresce progressivamente à medida que a célula perde água e acabando por secar por completo assim que o nível de água é reduzido em 70% do normal.
Embora a água seja vital para a vida, a sua estrutura no citosol não foi ainda bem identificada, isto porque métodos como a espectroscopia por ressonância magnética nuclear só fornecem informação sobre a estrutura convencional da água, e não podem medir variações locais numa escala microscópica. Até mesmo a estrutura da água pura não é bem compreendida, devido à capacidade da água de formar estruturas por meio do estabelecimento de pontes de hidrogénio entre as suas moléculas.
A ideia clássica que se tem da água nas células é que cerca de 5% da água está fortemente ligada a solutos ou macromoléculas como água de solvatação, enquanto que o restante apresenta uma estrutura idêntica à da água pura. Esta água de solvatação não é ativa na osmose e pode ter diferentes propriedades de solventes, de modo que algumas moléculas dissolvidas são eliminadas, enquanto que outras são concentradas. Porém, outros argumentam que as grandes concentrações de macromoléculas na célula exercem efeitos que se estendem por todo o citosol e que a água nas células comporta-se de uma maneira diferente à da água em soluções diluídas. Estas ideias incluem propostas de que as células contêm zonas com alta e com baixa densidade de água, as quais podem ter efeitos generalizados em estruturas e funções doutras partes da célula. Entretanto, o uso de avançados métodos de ressonância magnética nuclear para medir diretamente a mobilidade da água nas células vivas contradiz esta ideia, uma vez que sugere que 85% da água celular actua igual à água pura, enquanto que o restante é menos móbil e provavelmente está ligada às macromoléculas.

### Íons
As concentrações de íons no citosol são bastante diferentes das existentes no líquido extracelular e o citosol possui maior quantidade de macromoléculas carregadas, como proteínas e ácidos nucleicos, do que o exterior da célula.
| Ião                      | Concentração no citosol (milimolar) | Concentração no sangue (milimolar) |
| ------------------------ | ----------------------------------- | ---------------------------------- |
| Potássio                 | 139                                 | 4                                  |
| Sódio                    | 12                                  | 145                                |
| Cloro                    | 4                                   | 116                                |
| Bicarbonato              | 12                                  | 29                                 |
| Aminoácidos em proteínas | 138                                 | 9                                  |
| Magnésio                 | 0,8                                 | 1,5                                |
| Cálcio                   | <0,0002                             | 1,8                                |

Diferentemente do fluido extracelular, o citosol apresenta altas concentrações de íons potássio e baixa concentração de íons sódio. Esta diferença nas concentrações de íons é crucial para a osmorregulação, uma vez que se os níveis de íons fossem os mesmos dentro e fora da célula, a água entraria constantemente por osmose, dado que os níveis de macromoléculas dentro da célula são sempre muito mais elevados do que fora. Por sua vez, o que se sucede é que os íons sódio são expelidos da célula e os íons potássio são incorporados pela Na⁺/K⁺-ATPase ou bomba de Na⁺/K⁺, pelo que os íons potássio baixam o seu gradiente de concentração através dos canais iónicos de seleção de potássio, e esta perda de carga positiva origina um potencial de membrana negativo. Para equilibrar esta diferença de potencial, íons cloro negativos também saem da célula, a partir dos canais selectivos de cloro. A perda de ións sódio e cloro compensa o efeito osmótico provocado pelas altas concentrações de moléculas orgânicas do interior da célula.

Troca de íons sódio e potássio feito pela bomba de Na⁺/K⁺, uma ATP-ase de membrana

As células podem suportar trocas osmóticas ainda maiores acumulando osmoprotetores como betaínas ou trealose no seu citosol. Algumas destas moléculas permitem que as células sobrevivam quando estas se encontram totalmente secas e possibilitam que um organismo entre num estado de animação suspensa chamado criptobiose. Neste estado o citosol e os osmoprotetores convertem-se em algo parecido com um sólido cristalino que ajuda a estabilizar as proteínas e as membranas celulares contra os efeitos nocivos da dessecação.
As baixas concentrações de cálcio no citosol permitem que os íons de cálcio funcionem como um mensageiro secundário intracelular na sinalização do cálcio. Neste caso, um sinal como o de uma hormona ou o estabelecimento dum potencial de ação abre os canais de cálcio provocando inundações de cálcio dentro do citosol. Este súbito aumento de cálcio citosólico ativa outras moléculas sinalizadoras, como a calmodulina e a proteína quinase C. Outros iões como o cloro e o potássio podem também desempenhar funções de sinalização no citosol, mas estas não são ainda bem compreendidas.

### Macromoléculas
As moléculas proteicas que não estão ligadas à membrana plasmática ou ao citoesqueleto estão dissolvidas no citosol. A quantidade de proteínas das células é extremamente alta, alcançando cerca de 200 mg/ml, ocupando 20 a 30% do volume do citosol. Porém, medir com precisão a quantidade de proteínas dissolvidas no citosol em células intactas não é fácil, uma vez que algumas proteínas parecem estar fracamente associadas a membranas ou organelos nas células inteiras e são liberadas em dissolução na lise celular. De facto, em experimentos onde a membrana plasmática foi cuidadosamente desfeita usando saponina, sem danificar as outras membranas celulares, apenas cerca de um quarto das proteínas celulares foram libertadas. Estas células foram também capazes de sintetizar proteínas caso lhes sejam administradas ATP e aminoácidos, o que sugere que muitas das enzimas do citosol estejam ligdas ao citoesqueleto. Não obstante, a ideia de que a maioria das proteínas da célula estão fortemente unidas à rede chamada rede microtrabecular parece pouco plausível.
Em procariotas o citosol contém o genoma celular, concentrado numa zona chamada nucleóide. Este consiste numa massa irregular de ADN e proteínas associadas que controla a transcrição e a replicação de ADN dos cromossomas e plasmídios bacterianos. Em eucariotas o genoma é mantido no núcleo celular, o qual se encontra separado do citosol por poros nucleares que bloqueiam a livre difusão de qualquer molécula maior que 10 nanómetros de diâmetro.
Esta alta concentração de macromoléculas no citosol causa um efeito chamado aglomeramento macromolecular (macromolecular crowding), que se dá quando a concentração efetiva doutras macromoléculas aumenta, e têm menos volume para se movimentarem. Este efeito pode produzir grandes alterações tanto na velocidade de reação como na posição do equilíbrio químico das reações no citosol. É especialmente importante a sua capacidade de alterar a constante de dissociação ao favorecer a associação de macromoléculas, como quando múltiplas proteínas se unem para formar um complexo proteico, ou quando proteínas de ligação ao ADN se ligam aos seus sítios de união no genoma.

## Organização
Apesar de os componentes do citosol não estarem separados em regiões por membranas celulares, estes componentes nem sempre se misturam aleatoriamente e vários níveis de organização podem localizar determinadas moléculas para definir zonas específicas do citosol.

### Gradientes de concentração
Apesar de as moléculas pequenas poderem difundir-se rapidamente no citosol, podem, contudo, produzir-se gradientes de concentração dentro deste compartimento celular. Um exemplo disto são as "explosões de cálcio" produzidas durante um curto período de tempo nas regiões ao redor de um canal de cálcio aberto. Estes canais possuem cerca de 2 micrómetros de diâmetro e ficam abertos apenas alguns milissegundos, embora vários destes canais pode ser combinados para formar gradientes maiores, conhecidos como "ondas de cálcio". Os gradientes de concentração doutras moléculas pequenas, como o oxigénio e a adenosina trifosfato (ATP) podem ser produzidos nas células em volta dos aglomerados das mitocondrias, apesar de estes serem ainda menos compreendidos.

### Complexos proteicos
As proteínas podem associar-se para formar complexos proteicos, estes que amiúde contêm um conjunto de proteínas com funções similares, como as enzimas que realizam várias reações na mesma via metabólica. Esta organização pode permitir a canalização de substratos, que consiste em passar o produto de uma enzima diretamente à seguinte enzima de uma via metabólica, sem que o produto seja liberado na solução. A canalização de substratos pode fazer com que uma via metabólica funcione mais depressa e mais eficientemente do que se as enzimas estivessem distribuídas aleatoriamente no citosol, e pode também evitar a libertação de intermediários instáveis das reações. Embora uma ampla variedade de vias metabólicas envolva enzimas que estão estreitamente ligadas umas às outras, noutras podem intervir complexos enzimáticos frouxamente associados, que são muito difíceis de estudar fora da célula. Consequentemente, a importância destes complexos no metabolismo em geral não é ainda clara.

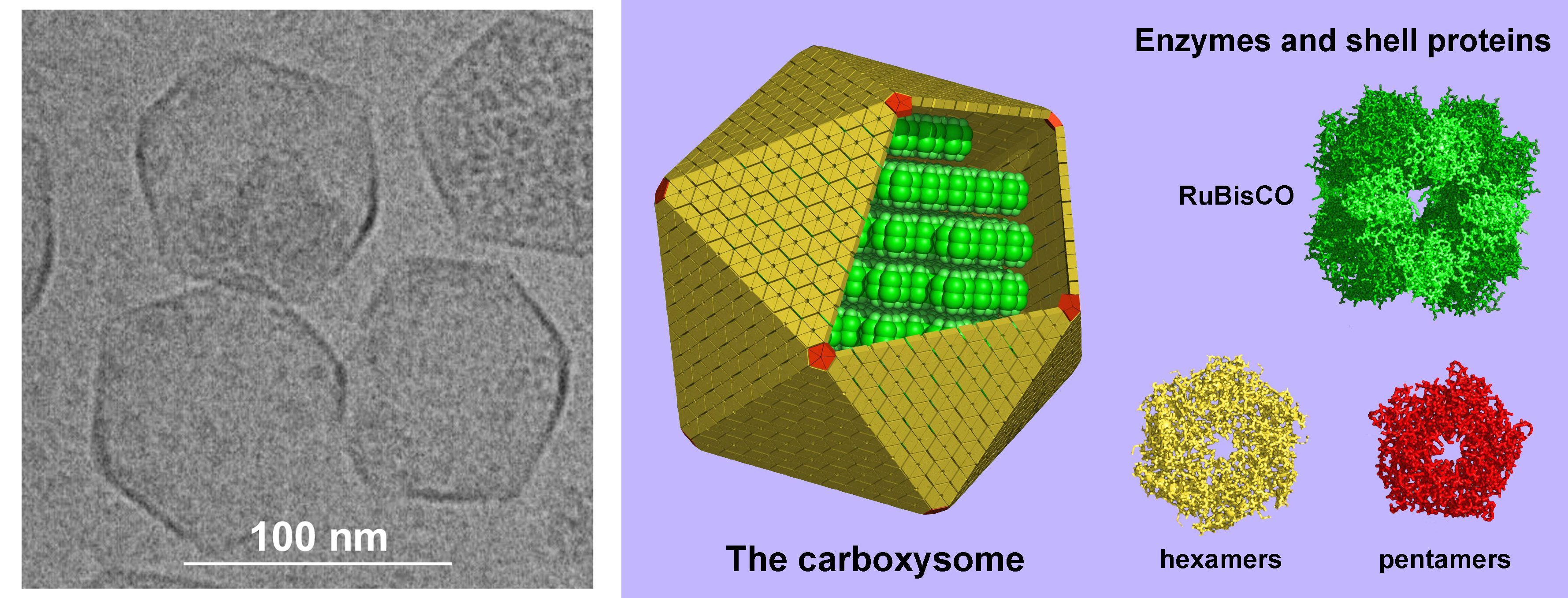
Os carboxissomas são proteínas abrangidas nos microcompartimentos bacterianos dentro do citosol. À esquerda uma imagem de microscópio electrónico de carboxissomas, e à direita um modelo da sua estrutura.

### Compartimentos de proteínas
Alguns complexos proteicos contêm uma grande cavidade central que está isolada do resto do citosol. Um exemplo de um compartimento fechado deste tipo é o proteassoma. Nele, um conjunto de subunidades se dispõem formando uma estrutura com a forma de barril oco que contém proteases, cuja função é degradar proteínas citosólicas. Dado que estas poderiam ser prejudiciais para a célula que se se misturassen libremente as proteases com resto do citosol, o barril encontra-se limitado por uma série de proteínas reguladoras que reconhecem proteínas que indicam um sinal para a sua degradação (a marca de ubiquitina) e introduzem-nas dentro da cavidade proteolítica do proteassoma.
Outra grande classe de compartimentos proteicos são os microcompartimentos bacterianos, os quais são formados por uma cubertura proteica que encapsula várias enzimas. Estes compartimentos possuem normalmente entre 100 a 200 nanómetros de largura e são constituídos por proteínas entrelaçadas. Um exemplo bem conhecido são os carboxissomas bacterianos, que contêm enzimas responsáveis pela fixação do carbono, tais como a RuBisCO.

### Influência do citoesqueleto
Apesar de o citoesqueleto não fazer parte do citosol, a presença desta rede de filamentos restringe a difusão de grandes partículas na célula. Por exemplo, em vários estudos observou-se que partículas traçadoras maiores de 25 nanómetros (aproximadamente o tamanho dum ribossoma) eram excluídas de partes do citosol próximas à superfície da célula e das proximidades do núcleo. Estes "compartimentos de exclusão" podem conter uma rede fibras de actina muito mais densa do que o resto do citosol. Estes microdomínios poderiam influenciar a distribuição de grandes estruturas, tais como ribossomas e organelos dentro do citosol ao excluí-las dalgumas áreas e concentrá-las noutras.

## Função
O citosol não desempenha uma única função, pelo contrário, é o sítio onde se desenvolvem múltiplos processos celulares. Exemplos destes processos incluem a transdução de sinais desde a membrana celular até a outros sítios do interior da célula, como o núcleo, ou os organelos. Este compartimento é também o local onde ocorrem muitos dos processos da citocinese, posteriores à rotura da membrana nuclear na mitose. Outra importante função do citosol é transportar metabólitos desde o seu local de produção ao local onde serão utilizados. Isto é relativamente simples para as moléculas hidrossolúveis, como aminoácidos, os quais podem difundir rapidamente através do citosol. No entanto, as moléculas hidrófobas, como os ácidos gordos ou os esteróis, só podem ser transportadas pelo citosol ligados a proteínas de ligação específicas, as quais transportam estas moléculas entre as membranas celulares. As moléculas incorporadas à célula por endocitose ou que devem ser secretadas podem deslocar-se através do citosol dentro de vesículas, que são pequenas esferas de lipídios que são deslocadas ao longo do citoesqueleto com o auxílio de proteínas motoras.
O citosol é o sitio de maior metabolismo nos procariotas, e uma grande parte do metabolismo dos eucariotas. Por exemplo, em mamíferos cerca de metade das proteínas da célula encontram-se no citosol. Os dados mais completos disponíveis são os das leveduras, onde as reconstruções metabólicas indicam que a maioria dos processos metabólicos e metabólitos são produzidos no citosol. As principais vias metabólicas que se desenvolvem no citosol nos animais são as biossínteses de proteínas, a via das pentoses-fosfato, a glicólise e gliconeogénese. A localização das vias metabólicas pode ser diferente noutros organismos; por exemplo, nas plantas a síntese de ácidos gordos ocorre nos cloroplastos, e em protozoários apicomplexos tem lugar nuns organelos designados apicoplastos.